# Vitance
Vitance (cyr. Витанце) – wieś w Serbii, w okręgu pomorawskim, w gminie Despotovac. W 2011 roku liczyła 689 mieszkańców.